# Syllepte methyalinalis
Syllepte methyalinalis là một loài bướm đêm trong họ Crambidae.